# Абу'л-Касім Алі аль-Кальбі
Абу'л-Касім Алі ібн аль-Хасан аль-Кальбі (араб. أبو القاسم علي بن الحسن الكلبي; д/н–13 липня 982) — 3-й емір Сицилійського емірату в 969—982 роках. У візантійців відомий як Болкасім.

## Життєпис
Походив з династії Кальбітів. Син еміра Хасана. Після смерті останнього 964 року брав участь у походах брата Ахмада, після смерті якого 969 року владу в Палермо захопив його вільновідпущеник Яїш. Втім невдовзі Абу'л-Касім повалив того, відновивши владу свого роду на Сицилії. Проте халіф Аль-Муїзз затвердив його на посаді лише у 970 року, ймовірно, побоюючись посилення Кальбітів.
Продовжив політику попередників, спрямовану на захоплення Калабрії та знищення влади візантійців в Південній Італії. У 976 році зміцнив Мессіну. Потім узяв в облогу Козенцу в Калабрії, яке вимушено було сплатити викуп за зняття облоги. За цим відправив війська, що стали плюндрувати Апулію. Влітку того ж року захопив Тарент. За цим взяв в облогу Отранто і Гравіну, але не зміг їх захопити. 977 року повернувся до Сицилії.
Отримана здобич допомогла розпочати масштабні будівельні роботи, насамперед у Палермо. Також сприяв відновленню та розширенню іригаційного землеробства.
Водночас значно зменшив залежність від Фатімідів, які після підкорення Єгипту в 973 році перевели свій основний флот до Александрії. Разом з тим їхній намісник в Іфрікії Булуггін ібн Зірі, якому повинен був підпорядковуватися емір Сицилії, опинився майже без флоту. Внаслідок цього було втрачено важіль тиску на Абу'л-Касіма.
981 року намагався скористатися смертю Пандульфа I, герцога Сполета, князя Капуї, Беневента і Салерно, володіння якого було розділено між синами. Емір мав на меті встановити над окремими цими володіннями свою зверхність. Це в свою чергу призвело до конфлікту зі Священною Римською імперією.
982 року розпочав новий похід до Італії, намагаючись протистояти Оттону II, імператору Священної Римської імперії. Втім стикнувшись у ним біля Россано, мусив відступити на південь. Біля Колонни був блокований імператорським військом. Зрештою вимушений був дати бій біля Порто Стіло, в якому завдав супротивникові тяжкої поразки, але сам Абу'л-Касім загинув. Йому спадкував Джабар аль-Кальбі.